# فیلیپ جیمز دو لوتربورگ
فیلیپ جیمز دو لوتربورگ (به فرانسوی: Philip James de Loutherbourg) (زاده ۳۱ اکتبر ۱۷۴۰– مرگ ۱۱ مارس ۱۸۱۲) نقاش فرانسوی-انگلیسی که به دلیل نقاشی صحنه‌های بزرگ دریایی، طراحی‌های دقیق و پیچیده برای تئاترهای لندن و اختراع یک تئاتر مکانیکی به نام آیدوفوسیکن مشهور کرد. او همچنین به ایمان‌درمانی و مسائل غیبی علاقه داشت و از همراهان مورد اعتماد الساندرو کاگلیوسترو بود.

## نگارخانه

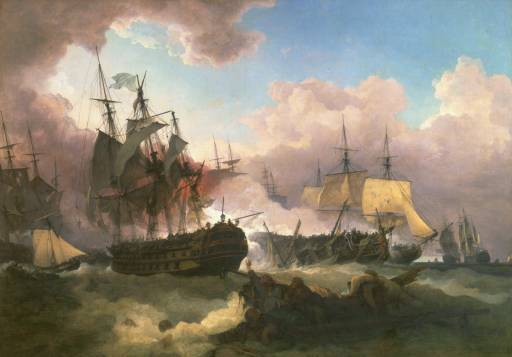
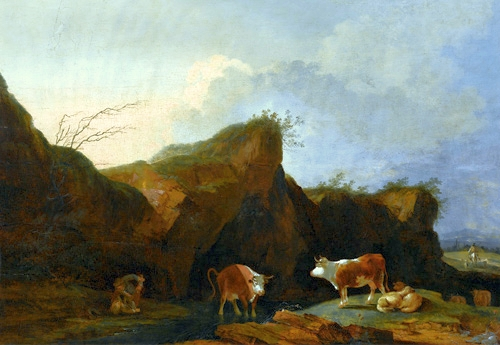
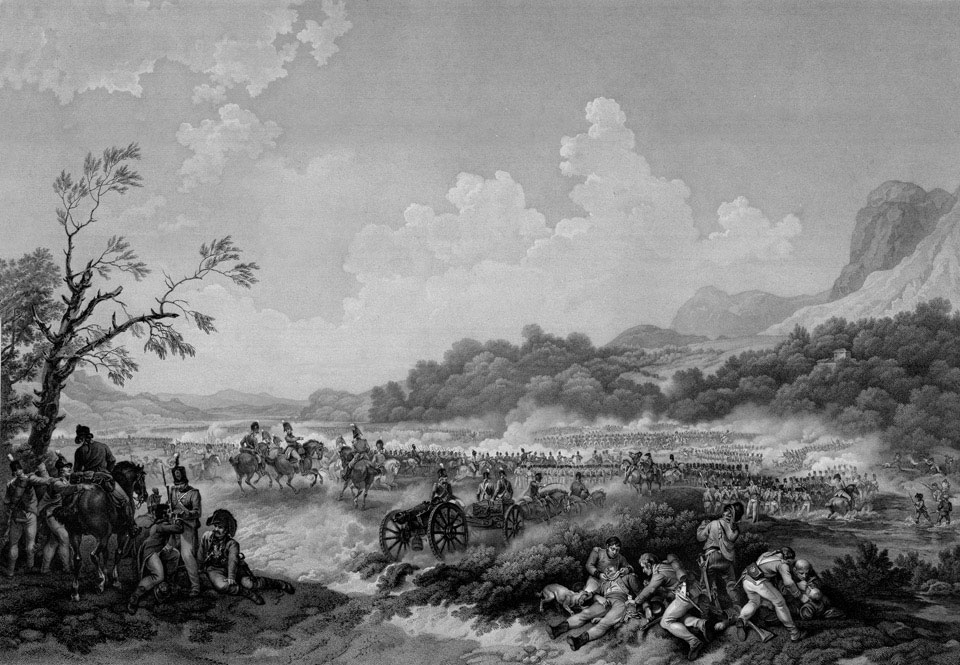
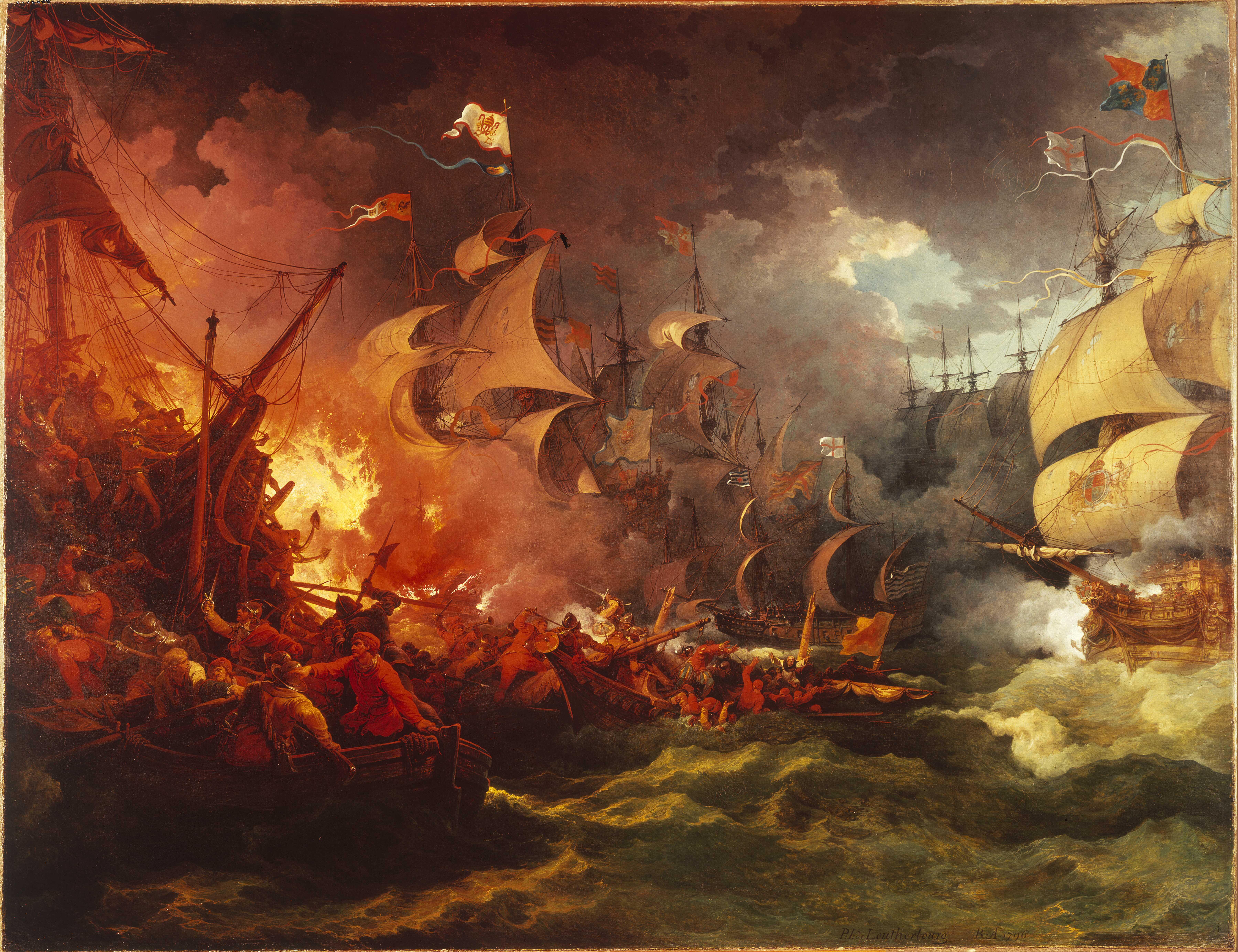
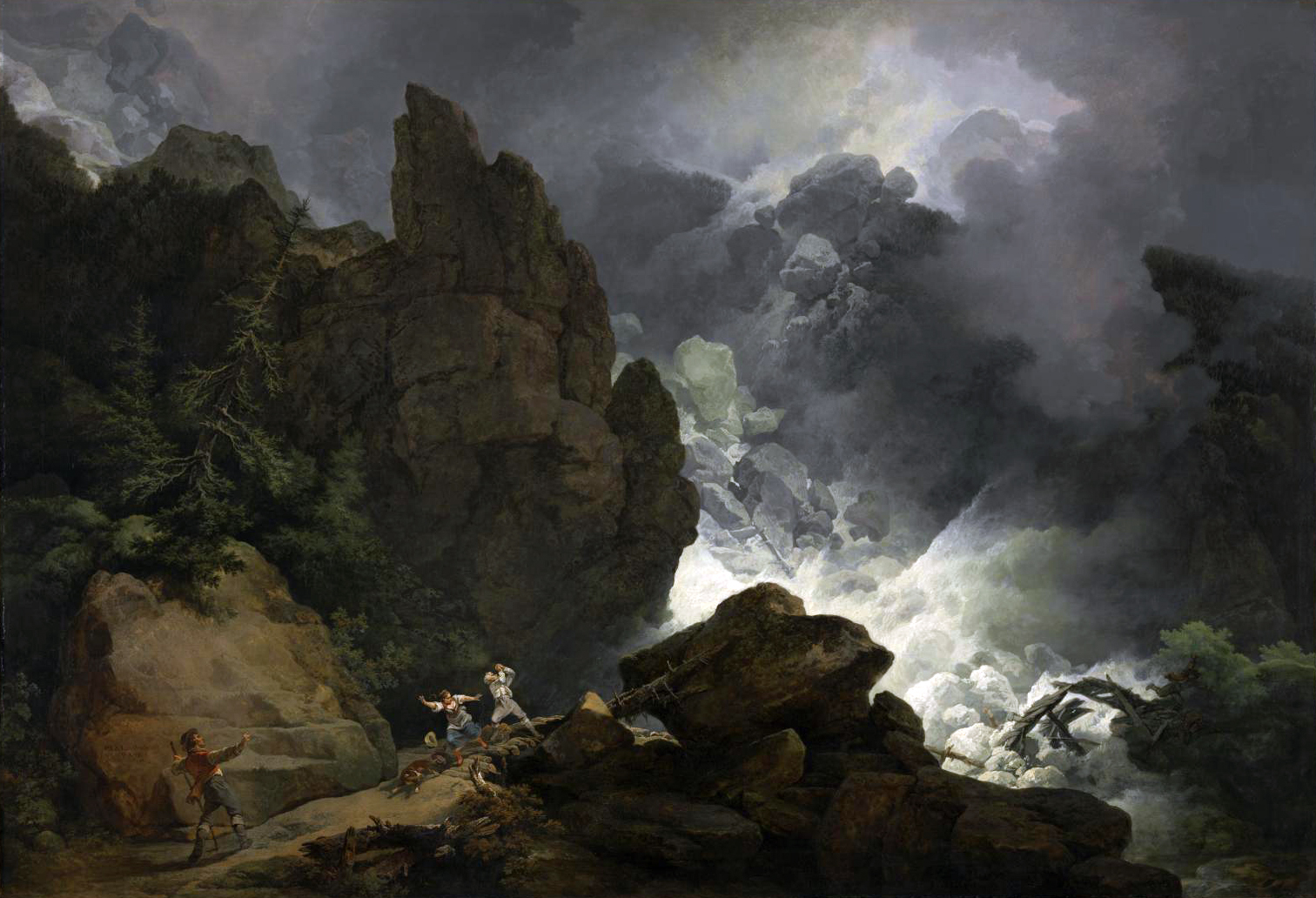
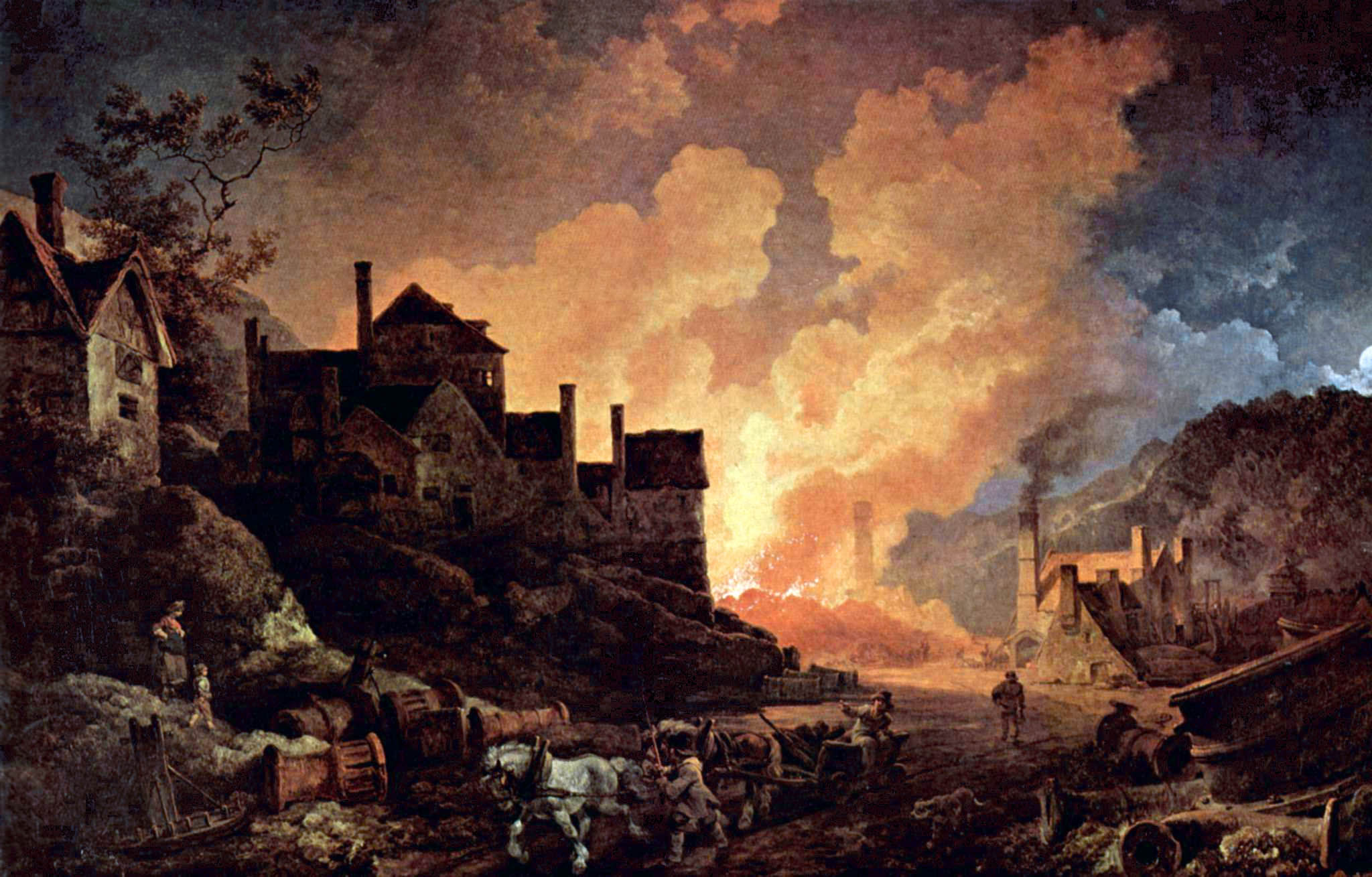
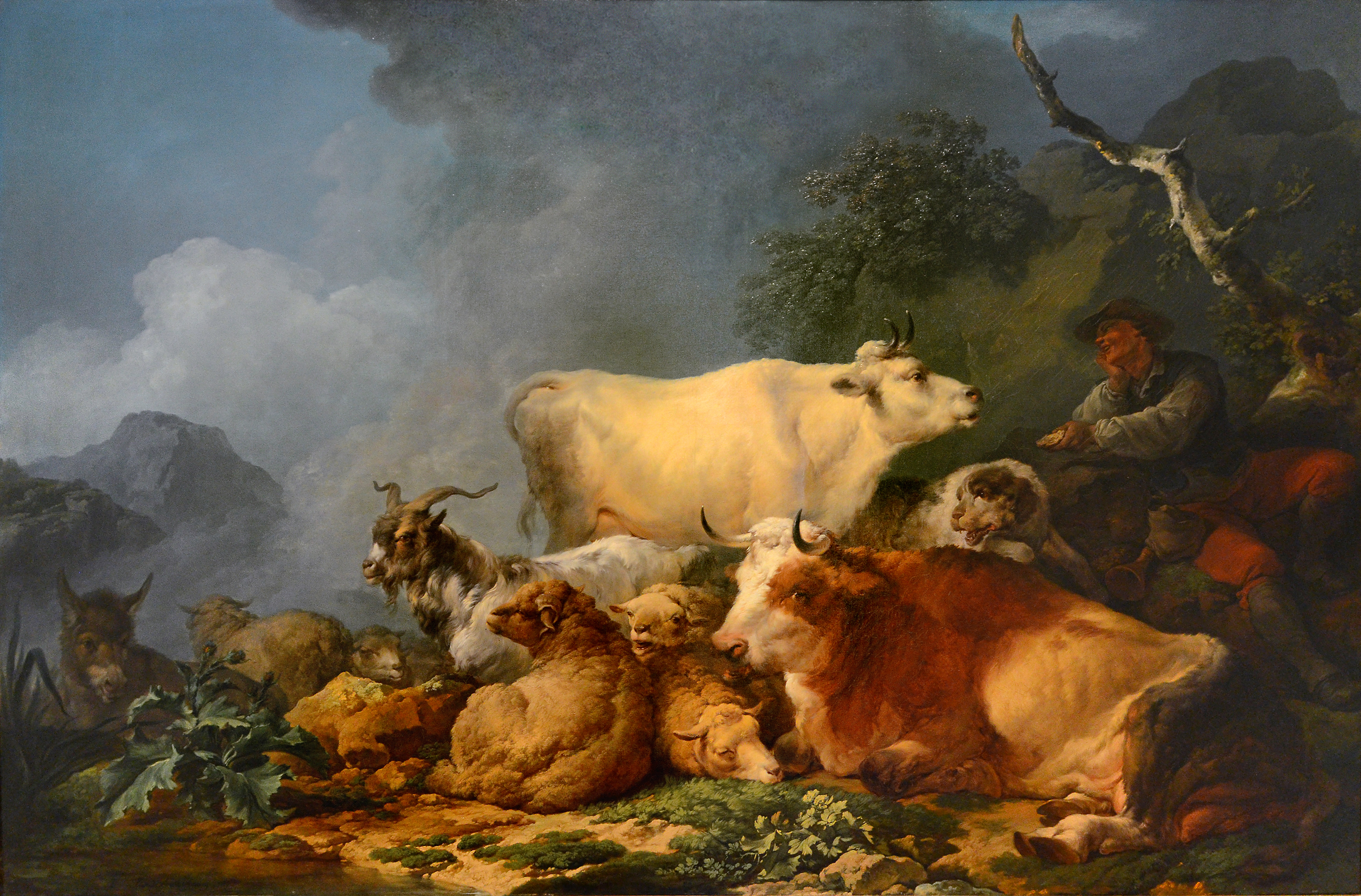